# سورن بوسک
سورن بوسک (دانمارکی: Søren Busk؛ زادهٔ ۱۰ آوریل ۱۹۵۳) بازیکن فوتبال اهل دانمارک بود.
از باشگاه‌هایی که در آن بازی کرده‌است می‌توان به باشگاه فوتبال ام‌وی‌وی ماستریخت، باشگاه فوتبال خنت، و باشگاه فوتبال آاس موناکو اشاره کرد.
وی همچنین در تیم ملی فوتبال دانمارک بازی کرده‌است.